# Afropsilocera
Afropsilocera is een geslacht van vliesvleugeligen uit de familie Pteromalidae. De wetenschappelijke naam van dit geslacht is voor het eerst geldig gepubliceerd in 1976 door Boucek.

## Soorten
Het geslacht Afropsilocera is monotypisch en omvat slechts de volgende soort:
- Afropsilocera bicolor Boucek, 1976